# Colibrí maragda bronzat
El colibrí maragda bronzat (Chlorostilbon russatus) és una espècie d'ocell de la família dels troquílids (Trochilidae) que habita el nord-est de Colòmbia i nord-oest de Veneçuela.